# La donna di fiori
La donna di fiori è una miniserie televisiva italiana articolata in sei puntate e centrata sulla figura del tenente Sheridan, ruolo ricoperto da Ubaldo Lay. È andata in onda sul Programma Nazionale di domenica in prima serata, dal 19 settembre al 24 ottobre 1965.
Diretta da Anton Giulio Majano su sceneggiatura di Alberto Ciambricco e Mario Casacci, è la prima di una serie di quattro miniserie il cui titolo richiama le figure femminili di un mazzo di carte da gioco.

## Trama
Il tenente Sheridan è impegnato nella soluzione di un omicidio di cui è rimasto vittima un congiunto di un proprietario terriero. Il caso è ambientato in California. Al primo omicidio ne seguirà poi un secondo. Tutto ruota intorno ai possedimenti terrieri di un colonnello a riposo, possedimenti che fanno gola sia ad un costruttore edile che ad un ex gangster. Si tratta di un giallo molto ben articolato in tutti i particolari, perfetto nel meccanismo e nello svolgimento ed al termine il tenente Sheridan fornirà una soluzione finale molto precisa smascherando l'insospettabile assassino.

## Interpreti
Gli attori sono italiani, di estrazione sia cinematografica che teatrale, come Andrea Checchi, Vittorio Sanipoli e Roldano Lupi. Ubaldo Lay, che interpreta il ten. Sheridan della Squadra Omicidi, è il protagonista dello sceneggiato. Le tre protagoniste femminili sono interpretate da Grazia Maria Spina, Antonella Della Porta e Laura Tavanti. A queste va aggiunta Luisa Rivelli, che nello sceneggiato riveste il ruolo di una giornalista, Sheila, che segue da vicino l'indagine di Sheridan e si occupa anche di riassumere nell'introduzione di ogni puntata gli eventi fino a quel momento, infrangendo di fatto la cosiddetta quarta parete e rivolgendosi direttamente agli spettatori.

## Sigle
La sigla iniziale era You Did It, You Did It eseguita da Kirk, quella finale Donna di fiori cantata da Katyna Ranieri